# Яблунковский перевал

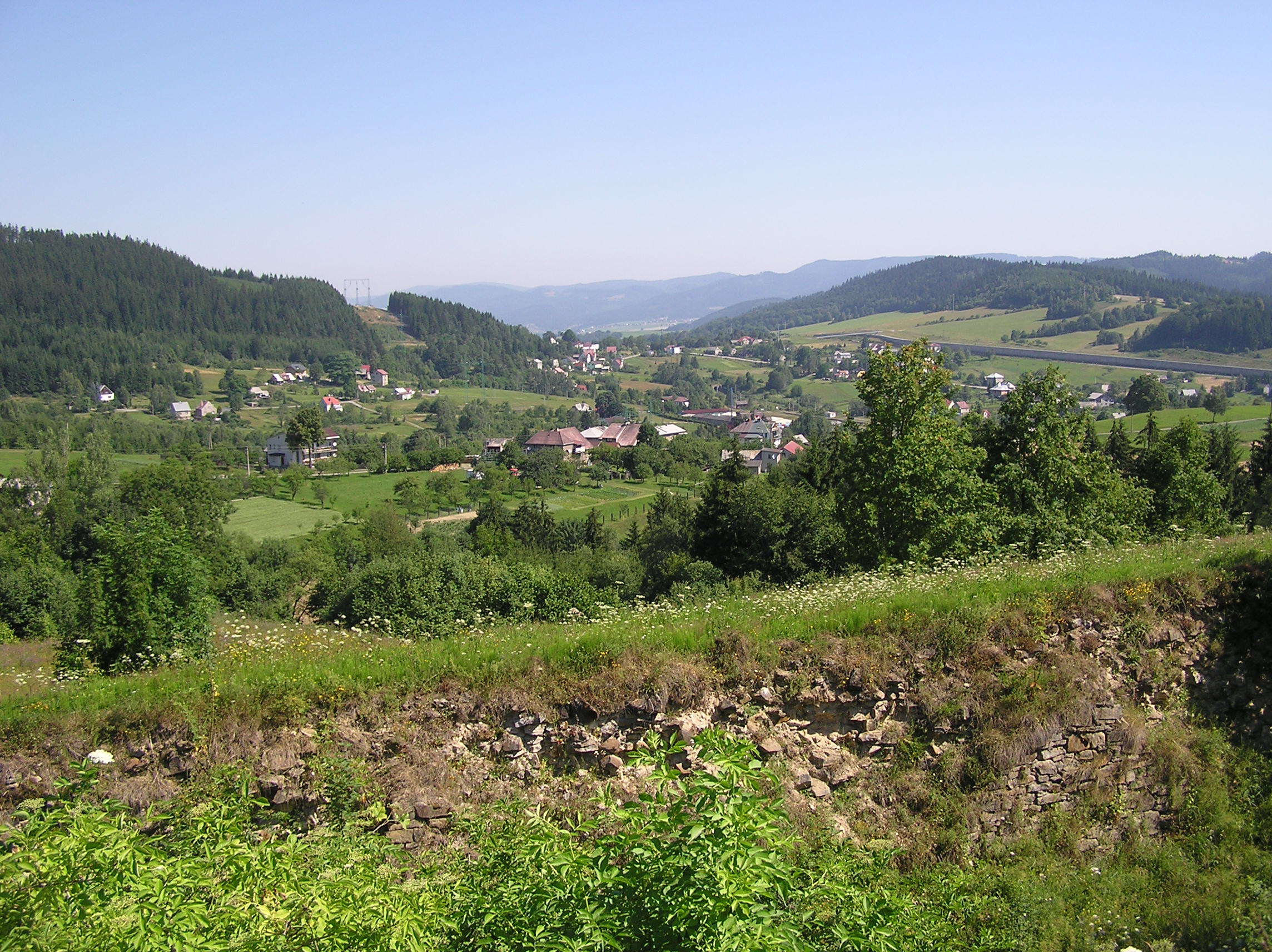
Вид на Яблунковский перевал со старых укреплений

Яблунковский перевал (чеш. Jablunkovský průsmyk, пол. Przełęcz Jabłonkowska) — горный перевал в Силезских Бескидах, находящийся недалеко от чешско-словацкой границы.

## География
Перевал разделяет Моравско-Силезские Бескиды и Силезские Бескиды, является важнейшим транспортным маршрутом в Западных Карпатах. Через перевал проходят Европейский маршрут E75 (Жилина — Чески-Тешин) и железная дорога Кошице — Богумин. Рядом же находится деревня Мосты-у-Яблункова.

## История
В средневековье перевал соединял Верхнюю Венгрию и Силезию (Тешинскую Силезию). Однако археологические раскопки показывают, что перевал играл ключевую транспортную роль ещё задолго до этого. Бандиты постоянно нападали на караваны, поэтому недалеко от перевала были построены укрепления, датируемые XIII веком и находящиеся на территории деревни Мосты-у-Яблункова. В 1529 году из-за страха перед нападением Османской империи были отданы распоряжения возвести фортификации, ставшие известными как «Яблунковские шанцы» (пол. Jabłonkowskie szańce, чеш. Jablunkovské šance, нем. Jablunkauer Schanzen), которые сыграли важную роль в Тридцатилетней войне.
Новая серия укреплений была возведена после войны недалеко согласно распоряжению княгини Цешинской Эльжбеты Лукреции, и там был размещён на постоянной основе гарнизон. В последний раз укрепления отстраивались в 1808 году, а со временем они были разрушены: местные жители растаскали части фортификационных сооружений в качестве строй материала. Руины в настоящее время являются известной туристической достопримечательностью.
В октябре 1938 года после захвата Заользья перевал перешёл под контроль Второй Польской Республики. В ночь с 25 на 26 августа 1939 года здесь произошла провокация в Яблункове, когда группа агентов абвера и бойцов разведывательно-диверсионного полка «Бранденбург» атаковала железнодорожную станцию Мосты. Бойцы заняли перевал, но на следующее утро ушли, поскольку только тогда до них дошёл приказ о немедленном прекращении операции. Этот инцидент предшествовал Глайвицкой провокации, положившей начало Второй мировой войне, но иногда считается и первой специальной операцией той войны.